# 陸豊市
陸豊市（りくほうし）は中華人民共和国広東省汕尾市に位置する県級市。

## 地理
広東省東南部の碣石湾岸に位置する。深圳と汕頭の中間に位置する。
北に陸河県・普寧市、東に汕尾市華僑管理区・恵来県、西に海豊県と汕尾市城区と隣接する。陸豊と海豊は「陸海豊」と併称される。
南は海に面しており、入り組んだ海岸を持つ。烏坎・甲子・碣石・湖東・金廂の5つの港がある。
なお、台湾（中華民国）が実効支配する東シナ海北部の東沙諸島について、中華人民共和国は陸豊市碣石鎮に属するとしている。

## 歴史
前111年（元鼎6年）に南越国を滅ぼした前漢により海豊県が設置され陸豊地区も海豊県の管轄下に置かれた。622年（武徳5年）、唐により現在の陸豊市の地区に新たに安陸県が設置されたが、627年（貞観元年）に再び海豊県に編入された。
1731年（雍正9年）、清により海豊県から分けられて陸豊県が設置された。清には恵州府に属する県であった。中華民国の広東省で道制が敷かれた際（1914年 - 1920年）には潮循道に属した。
中華人民共和国成立後、陸豊県は1958年に汕頭地区所属、1983年に恵陽地区、1988年に汕尾市と所属が変わった。また、1988年には陸河県を分離された。
1995年1月19日に県級市に昇格し現在に至る。

## 行政区画
下部に3街道、17鎮を管轄する
- 街道
  - 東海街道、河西街道、城東街道
- 鎮
  - 甲子鎮、碣石鎮、湖東鎮、大安鎮、博美鎮、内湖鎮、南塘鎮、陂洋鎮、八万鎮、金廂鎮、潭西鎮、甲東鎮、河東鎮、上英鎮、橋沖鎮、甲西鎮、西南鎮

## 文化

### 言語
陸豊市の大部分では陸豊話（鶴佬話）、三甲地区では潮汕話が話される。これらはいずれも閩南語の一種である。陸豊市の北部では、陸豊客家語や軍家話 (zh:军家话) が話される。軍家話は、明代の衛所制の産物で、陸豊県西南鎮青塘村・良軍村、大安鎮坎石潭および海豊県平東鎮龍吟塘に3つの言語島を形成している。使用人口は約9000人。

## 交通

### 鉄道
- 廈深線
  - 陸豊駅
- 汕汕線（中国語版）
  - 陸豊東駅、陸豊南駅

### 道路
- 高速道路
  -  瀋海高速道路
- 国道
  - G228国道
  - G324国道

## 経済
産業は機械、化学品、水産加工、医薬品など。 
1980年代から1990年代初頭にかけては、深圳などの周辺地域が政策的に着目されたのに伴い、陸豊も一定の経済発展が進み、電気産業・食品産業などでは好意的な知名度があった。しかし90年代から官吏の腐敗、発展計画や治安などの問題により発展の見通しが立たず、工場は閉鎖され、投資を失った。90年代後半から2000年代にかけて、重要産業のネットワークから切り離された陸豊は多くの失業者を生むこととなり、若年層は広州や深圳などの周辺都市へ流出した。

## 治安
陸豊は治安上の問題があり、広東省が定めた省内8つの「治安重点整治地区」の一つである。市民の多くは行政に不満を持っており、多くの行政上の腐敗が市の経済の低迷の原因となっていると考えていて、ネット上では「著名貪官」も取りざたされている。2011年には東海街道烏坎村で役人の腐敗を原因とする大規模な住民運動が発生して村幹部を更迭に追い込み、住民運動側が直接選挙によって村長選挙を勝ち取っている（烏坎事件）。
陸豊は中国製覚醒剤販売の中心地として知られている。2012年の統計によれば中国で製造される覚醒剤の約1/3が陸豊市で生産されており、特に甲西鎮・甲子鎮・甲東鎮の「三甲地域」に集中している。広東省は2013年12月29日に甲西鎮博社村で覚醒剤製造組織のリーダーと生産に携わっていた一族を逮捕し、工場を解体した。この件はセンセーショナルに報道され、覚醒剤組織との闘争がアピールされた。

## 人物

### 著名な出身者
- 温源寧 (zh:溫源寧)  - 英文学者、中華民国の外交官
- 向前 (zh:向前)  - 中華民国の軍人。三合会「新義安」創設者ともされる